# Algérie aux Jeux paralympiques
La participation de l'Algérie aux Jeux paralympiques débute aux Jeux d'été de 1992 à Barcelone en Espagne. 
Depuis sa première apparition, le pays a participé à toutes les éditions des Jeux paralympiques d'été, et à aucune des éditions d'hiver.
Avec un total de 96 médailles (33 médailles d'or, 22 médailles d'argent et 41 médailles de bronze), l’Algérie se hisse à la 43e place dans le classement des médailles paralympiques par nation.

## Bilan général

### Résultats par année

#### Tableau
| Jeux                |    |    |    | Total | Rang médailles d'or | Rang total des médailles |
| ------------------- | -- | -- | -- | ----- | ------------------- | ------------------------ |
| 1992 Barcelone      | 0  | 0  | 0  | 0     | -                   | -                        |
| 1996 Atlanta        | 2  | 2  | 3  | 7     | 40e                 | 42e                      |
| 2000 Sydney         | 3  | 0  | 0  | 3     | 38e                 | 51e                      |
| 2004 Athènes        | 6  | 2  | 5  | 13    | 25e                 |                          |
| 2008 Pékin          | 4  | 3  | 8  | 15    | 31e                 |                          |
| 2012 Londres        | 4  | 6  | 9  | 19    | 26e                 |                          |
| 2016 Rio de Janeiro | 4  | 5  | 7  | 16    | 27e                 |                          |
| 2020 Tokyo          | 4  | 4  | 4  | 12    | 29e                 |                          |
| 2024 Paris          | 6  | 0  | 5  | 11    | 22e                 |                          |
| Total               | 33 | 22 | 41 | 96    | 36e                 |                          |

### Résultats par sport
Aux Jeux paralympiques d'été, de 1992 à 2020, l'athlétisme est le sport qui a rapporté le plus de récompenses aux sportifs algériens (75 médailles dont 23 en or et 22 en argent), suivi par le judo (9 médailles) et haltérophilie (1 médailles).

#### Récapitulatif 1992-2020
| Place | Sport | Sport         | 1992-2020 | 1992-2020 | 1992-2020 | 1992-2020 | Rang pays |
| Place | Sport | Sport         | T         |           |           |           | Rang pays |
| 1     |       | Athlétisme    | 27        | 22        | 33        | 82        |           |
| 2     |       | Judo          | 5         | 0         | 6         | 11        |           |
| 3     |       | Canoë-kayak   | 1         | 0         | 0         | 1         |           |
| 4     |       | Haltérophilie | 0         | 0         | 2         | 2         |           |
| Total | Total | Total         | 33        | 22        | 41        | 96        |           |